# 氣旋提特里
特強氣旋風暴提特里（英語：Very Severe Cyclonic Storm Titli），部分媒體譯蒂特利，是2018年北印度洋氣旋季第五個命名的風暴，活躍於10月8日至12日，於孟加拉灣形成，向西北移動至印度半岛東部登陸，並在孟加拉附近消散，而其帶來的強風、洪水和山體滑動導致85人罹難和670億盧比的經濟損失。

## 氣象歷史
除非有說明，否則強度分級及風速為印度气象局的資料。
提特里起源於十月上旬東南孟加拉灣的熱帶擾動，在10月7日上午為低氣壓區結構，在發展條件有利的情況下，隔日上午增強為低氣壓，並向西北移動。同日晚上，其增強為強低氣壓，並在10月9日中午增強為氣旋風暴，印度氣象局將此系統命名為提特里，而提特里此時則繼續向西北西移動，其附近的海域海面溫度為29至30度，垂直風切為15至20節，屬於有利於熱帶氣旋發展的海域，使提特里穩定增強，在晚間逐漸形成中心密集雲團區，提特里在10月10日凌晨環流中心打開風眼，增強為強烈氣旋風暴，此時轉向北北西方向移動，在9小時後增強為特強氣旋風暴，不久後轉向西北西移動。
提特里在11日清晨登陸印度戈巴尔布尔，登陸時三分鐘平均風速為每小時140至150公里，陣風為每小時165公里；聯合颱風警報中心所測量的一分鐘平均風速為每小時175公里，相當於萨菲尔-辛普森飓风风力等级下的二級颶風。提特里登陸後受地形摩擦力影響而迅速減弱，在同日中午減弱為強烈氣旋風暴，並在6小時後減弱為氣旋風暴。受西南季風影響，提特里轉向東北方向移動，並繼續迅速減弱，在同日深夜減弱為強低氣壓，隔日下午減弱為低氣壓，並在13日減弱為廣大的殘餘低壓，並進一步消散。

## 防災措施及影響
印度气象局在9日下午發出紅色降雨警報，同時奥里萨邦政府警告民眾不要待在低窪地區，也下令關閉五個地區的學校、學院及其他教育機構作為防災措施，並撤離了數十萬人；奥里萨邦和安得拉邦有部分鐵路停駛，布巴內斯瓦爾機場有五個航班取消。
提特里在登陸前後吹倒登陸點附近許多樹木和電線桿，造成數十萬人無電可用，奥里萨邦的甘賈姆縣和加賈帕提縣的3000棟房屋受到強風損壞，其中有房屋屋頂的鐵皮被強風吹掀；納帕達和古努普尔間的鐵路受到損壞，有三個車站遭受嚴重的破壞。提特里帶來的強降雨導致洪水與山體滑動，使85人罹難（奥里萨邦77人，安得拉邦8人），數百人受傷，並造成670億盧比的經濟損失（安得拉邦370亿，奧里薩邦300亿）。

## 災後復原
在提特里侵襲後，奧里薩邦政府部署印度國家災害響應部隊和奧里薩邦災難快速行動部隊，以加快救援的速度，並在幾日後預備277億盧比援助受災居民。提特里吹襲約一個月後，政府表示將為一萬三千個受災戶重建房屋。安得拉邦政府則向中央政府尋求120億盧比的救助，用於救助受災居民。